# Ardisia colombiana
Ardisia colombiana är en viveväxtart som beskrevs av Cyrus Longworth Lundell. Ardisia colombiana ingår i släktet Ardisia och familjen viveväxter. Inga underarter finns listade i Catalogue of Life.